# Йылдырым, Серджан
Серджан Йылдырым (тур. Sercan Yıldırım; род. 5 апреля 1990, Османгази, Бурса) — турецкий футболист, нападающий.

## Карьера
Йылдырым начал свою карьеру в «Бурсаспоре». В сезоне 2007/08 он пробился в основной состав клуба, дебютировав в гостевой встрече в рамках Суперлиги Турции, выйдя на замену во втором тайме против клуба «Истанбул ББ». Свой первый гол Йылдырым забил в матче против «Касымпаша».
Летом 2011 года «Рубин» предложил футболисту личный контракт, с которым он согласился. Однако переход в «Рубин» не состоялся. Предшествующей зимой футболиста хотел заполучить московский «Локомотив», однако Серджан не прошёл медосмотр. Летом 2013 года перешёл в «Шанлыурфаспор» на правах аренды.

## Достижения
- Чемпион Турции: 2011/12

## Стиль игры
Стоит отметить отличную игру обеими ногами.